# David Carlebach (Rabbiner, 1885)
David Carlebach (geboren 28. Dezember 1885 in Lübeck; gestorben 28. Januar 1913 in Halberstadt) war ein orthodoxer deutscher Rabbiner und Pädagoge.

## Leben
David Carlebach entstammte einer deutschen jüdischen Familie, die bedeutende Rabbiner hervorbrachte. Sein Vater Salomon Carlebach (1845–1919), verheiratet mit Esther Carlebach geborene Adler (1853–1920), war Rabbiner in Lübeck. David Carlebach hatte elf Geschwister, sieben Brüder und vier Schwestern; er war das zehnte Kind. Vier seiner Brüder wurden ebenfalls Rabbiner: Emanuel Carlebach (1874–1927), Ephraim Carlebach (1879–1936), Joseph Carlebach (1883–1942) und Hartwig Naphtali Carlebach (1889–1967). Zwei seiner Schwestern heirateten Rabbiner, Bella Carlebach (1875–1960), verheiratet mit Leopold Rosenak, und Cilly Carlebach (1884–1968), verheiratet mit Leopold Neuhaus. Er hatte einen gleichnamigen Neffen David Carlebach, Sohn von Emanuel (1899 Memel – 1951 Jerusalem), mit dem er mitunter verwechselt oder vermischt wird.
Er besuchte wie seine Brüder das Progymnasium Dr. Bussenius und das Katharineum zu Lübeck bis zum Abitur Ostern 1904. An der Universität Berlin studierte er Deutsch und Französisch, Philosophie und Pädagogik. Im Sommersemester 1907 sowie ab dem Wintersemester 1909 studierte er an der Universität Leipzig. In Leipzig wurde er 1912 mit einer von Adolf Birch-Hirschfeld betreuten Dissertation über Biblische Königsdramen in der französischen Tragödie des 16. und 17. Jahrhunderts zum Dr. phil. promoviert. Parallel dazu studierte er am Rabbinerseminar zu Berlin als einer der letzten Studenten von Hirsch Hildesheimer. 1910 erhielt er die Rabbinats-Autorisation.
Von Beginn an war er an dem von seinem Bruder Ephraim gegründeten Leipziger Jüdischen Schulwerk (LJSW) beteiligt. David Carlebach „gilt als geistiger Urheber der Pädagogik des LJSW“. Zur Ausarbeitung seiner pädagogischen Studien nahm er 1911 eine Stelle als Religionslehrer und Assistent von Rabbiner Isaak Auerbach (1870–1932) an der Klaussynagoge in Halberstadt an. Hier starb er schon im Januar 1913.
Er wurde auf der Grabstätte der Familie auf dem Jüdischen Friedhof in Lübeck-Moisling beigesetzt, wo sein Grab erhalten ist.
Das Berliner Rabbinerseminar erhielt ein Legat von 1000 Mark für eine Jahrzeitstiftung zu seinem Andenken. Trotz seines frühen Todes hatte David Carlebachs pädagogischer Ansatz, sein Einsatz für eine „jüdische Lebensführung“, eine große, weltweite Nachwirkung.

## Werke
- Beitraege zur Methodik des Pentateuchunterrichtes. 1911
- Biblische Königsdramen in der französischen Tragödie des 16. und 17. Jahrhunderts. Halberstadt: Bange 1912 (Diss. Leipzig)

Digitalisat
- (posthum) Selbsttätigkeit der Schüler im jüdischen Religionsunterricht : Anregungen. Berlin: Hausfreund 1924